# Nibelung II
Nibelung II fou un comte carolingi, probablement de Madrie, de la fi del segle VIII i del començament del segle ix, de la família dels Nibelúngides, fill probable de Nibelung I.

## Biografia
És citat el 788 quan cedeix el seu alou de Calliacum Cailly a l'abadia de Lacroix-Saint-Ouen. El 805 va fer igualment una donació de terres que posseïa a Hesbaye en benefici de l'abadia de Saint-Denis. L'historiador Léon Levillain l'identifica igualment com el posseïdor d'una vil·la a Baugy, però Christian Settipani considera que es tracta de dos nobles diferents.

## Matrimoni i fills
Cap document no li atribueix fills. Tres Nibelungides són coneguts a la generació següent:
- Nibelung III, comte el 818.[2]
- Teeodebert, comte de Madrie el 802 i 822.[3]
- Khildebrand III, comte a l'Autunois el 796, mort entre 827 i 836.[4]

Els noms dels fills de Khildebrand III mostren un vincle de parentiu entre aquest últim i els Guillèmides. El nom de Teodebert de Madrie deixa suposar que aquest parentiu passi per una esposa nibelúngida de la generació de Khildebrand II més aviat que a la de Khildebrand III. Sembla lògic considerar Teodebert de Madrie i Khildebrand III com germà i fill d'una Guillèmida. La pregunta és de saber qui fou el seu pare, entre Nibelung II i Khildebrand II:
- d'una banda un fals diploma de Pipí I d'Aquitània indica que Teodebert de Madrie era fill d'un Nibelung. És una invenció, o la introducció d'un fet real en el fals, com ho practiquen sovint els falsaris de l'Edat Mitjana per donar una versemblança a la seva producció?

- d'altra banda, l'esposa guillèmida d'un Nibelúngide només pot ser cronològicament una germana de sant Guillem I de Tolosa. Només són conegudes les germanes Abba i Berta, citades com a religioses el 804, el que significa que si una d'elles es va casar ja era vídua en aquesta data. Ara bé Khildebrand II ja no és citat a partir de 796, mentre que Nibelung II és encara era viu el 805.[1]